# Tokyo Ravens
Tokyo Ravens (東京レイヴンズ?, Tōkyō Reivunzu) è una serie di light novel scritta da Kōhei Azano ed illustrata da Sumihei. Quindici volumi sono stati pubblicati dalla Fujimi Shobō, sotto l'etichetta Fujimi Fantasia Bunko, a partire da maggio 2010. Un adattamento manga di Atsushi Suzumi ha iniziato la serializzazione sulla rivista Shōnen Ace della Kadokawa Shoten il 26 aprile 2010. Un adattamento anime, prodotto dalla 8-Bit, è stato trasmesso in Giappone tra l'8 ottobre 2013 e il 25 marzo 2014.

## Trama

### Antefatti
Nel corso della guerra del Pacifico appare un onmyōji capace di risollevare l'arte dell'Onmyōdō. Il suo nome è Yakō Tsuchimikado, un visionario dal genio indiscusso che di lì a poco sarebbe diventato il padre dell'Onmyōdō moderno. Figura chiave dell'Esercito Imperiale Giapponese, Yakō, forte della sua agenzia Onmyō, procura numerose vittorie militari al suo paese, ottenendo sempre più fama e seguaci. Tuttavia il genio dell'uomo non si pone limiti, tanto che decide di sperimentare  un rituale di reincarnazione di un potente spirito il quale avrebbe dovuto cambiare le sorti del Giappone in guerra. Fallendo nel tentativo e provocando un incidente che verrà poi conosciuto con il nome de "Il Grande disastro spirituale", Yakō stesso scompare e ben presto iniziano a circolare voci e teorie generate dalla divinazione, secondo le quali si sarebbe reincarnato mezzo secolo più tardi nel prossimo capo degli Tsuchimikado ed avrebbe condotto gli onmyōji a una nuova era.

### Intreccio
Trascorrono gli anni e il ritorno di Yakō sembra essere ormai incombente. I suoi seguaci, convinti del successo del suo rituale, hanno intenzione di risvegliarlo, ragion per cui sono alla continua ricerca dell'individuo in cui si dovrebbe essere reincarnato. Il loro obiettivo è l'erede degli Tsuchimikado, che scoprono essere Natsume, la figlia della famiglia principale del clan.
Harutora Tsuchimikado, figlio di un ramo secondario del clan, cresce insieme a Natsume e stringe una forte amicizia con lei, tanto da averle promesso da piccolo che un giorno sarebbe diventato il suo shikigami e l'avrebbe protetta in qualità di suo famiglio. Nel frattempo però, pur essendo nato in una famiglia di onmyōji, continua a non mostrare alcun segno di poteri magici, ecco perché si vede costretto ad intraprendere una vita del tutto normale, ben diversa da quella di Natsume, in compagnia dei suoi due amici, Tōji e Hokuto. Durante le vacanze estive, però, Natsume torna a casa e una serie di eventi inizia a sconvolgere la vita di entrambi.

## Personaggi

### Personaggi principali

I protagonisti Harutora e Natsume

Harutora Tsuchimikado (土御門 春虎?, Tsuchimikado Harutora)
Doppiato da: Kaito Ishikawa, Risa Taneda (bambino)
Protagonista della storia, proveniente da un ramo secondario della famiglia, apparentemente senza capacità magiche. Dopo lo scontro con Suzuka, chiede a Natsume di farlo diventare il proprio famiglio, acquisendo così del potere spirituale. Si iscrive all'Accademia Onmyō di Tokyo insieme al suo amico Tōji, dove inizia il suo percorso per diventare un onmyōji professionista. Contrariamente a quanto pensato da tutti. Ha un famiglio di nome Kon. Nel corso della storia, si innamora di Natsume. Viene chiamato spesso "baka Tora" ("stupido Tora") dai suoi amici.
Natsume Tsuchimikado (土御門 夏目?, Tsuchimikado Natsume)
Doppiata da: Kana Hanazawa
Protagonista femminile della serie, è considerata la reincarnazione di Yakou Tsumichikado e l'erede del ramo principale della famiglia, per questo è costretta a seguire una tradizione e deve fingersi un ragazzo per tutta la durata degli anni di studio all'Accademia Onmyō. Considerata una ragazza prodigio, frequenta l'Accademia per onmyōji, evitando di socializzare con i coetanei fino all'arrivo di Harutora. Ha sempre avuto una cotta per lui, tanto da creare un famiglio controllato a distanza dalle fattezze di una ragazza, Hokuto, per potergli stare vicino. I suoi famigli sono Harutora, un drago anch'esso chiamato Hokuto ed uno spirito con le sembianze di un cavallo di nome Yukikaze.
Tōji Ato (阿刀 冬児?, Ato Touji)
Doppiato da: Ryōhei Kimura
È il migliore amico di Harutora ed ex delinquente. Durante un Disastro Spirituale di Fase 4 a Tokyo, viene posseduto da un demone comandato da Shidou Dairenji, diventando così un mezzorco. Stringe amicizia con Harutora mentre è in cura da suo padre, il quale sigilla il demone. Successivamente, dopo aver perso il controllo dell'entità, impara come trarre vantaggio e potenza da questa, trasformandosi nella forma da mezzorco in tre fasi. È il primo a riconoscere Natsume come la ragazza/famiglio Hokuto.
Suzuka Dairenji (大連寺 鈴鹿?, Dairenji Suzuka)
Doppiata da: Ayane Sakura
È il Generale Divino più giovane, conosciuta anche come "il Prodigio"; e figlia del defunto Shidou Dairenji. All'inizio della narrazione, è alla ricerca del potere degli Tsuchimikado per compiere il rituale Taizan Fukun e riportare in vita il fratellino, e quindi si inimica Harutora e Natsume. Dovendo però scontare la pena per aver usato una magia proibita presso l'Accademia Onmyō come ragazza del primo anno, anche se inizialmente con modi subdoli, entra a far parte del gruppo di amici dei due, mantenendo il segreto sull'identità di Natsume e affezionandosi sempre di più a Harutora.
Kyōko Kurahashi (倉橋 京子?, Kurahashi Kyouko)
Doppiata da: Eri Kitamura
Figlia di Genji Kurahashi e nipote di Miyo Kurahashi ed erede della famiglia Kurahashi. Fa parte della stessa classe di Natsume ed è inizialmente ostile verso Harutora, Touji ed infine Natsume, ostilità causata principalmente a causa di Natsume per cui da tempo Kyōko ha una cotta e di una promessa che si erano fatti da piccoli ma di cui Natsume non si ricorda. Kyouko più avanti stringe amicizia con Harutora, Natsume, Touji, Tenma e anche una forte amicizia anche con Suzuka quando quest'ultima entra all'Accademia Onmyō. I suoi famigli sono Hakuō e Kokufu e più avanti imparerà l'uso della divinazione.
Tenma Momoe (百枝 天馬?, Momoe Tenma)
Doppiato da: Hiro Shimono
Compagno di classe di Haruta, Natsume, Tōji e Kyouko, è il figlio dei defunti creatori della Witchcraft Corporation, l'azienda che produce shikigami autonomi per uso comune. Sottovaluta spesso le sue capacità ed è, quindi, meno in vista rispetto agli altri compagni.

### Accademia Onmyō
Jin Ohtomo (大友 陣?, Ootomo Jin)
Doppiato da: Kōji Yusa
Insegnate e responsabile della classe in cui vi sono Harutora e compagni. Ex Onmyōji ed ex Generale Divino.
Miyo Kurahashi (倉橋 美代?, Kurahashi Miyo)
Doppiata da: Fumi Hirano
Nonna di Kyōko e madre di Genji Kurahashi, è a carico del ruolo di preside presso l'Accademia Onmyō. Ha un incredibile talento nell'arte della divinazione.
Mako Fujino (富士野 真子?, Fujino Mako)
Doppiata da: Kotono Mitsuishi
Ako Kifu (木府 亜子?, Kifu Ako)
Doppiata da: Aya Hisakawa
Fujiwara (藤原?)
Doppiato da: Mitsuo Senda
Suzu Saotome (早乙女 涼?, Saotome Suzu)
Doppiata da: Izumi Kitta

### Agenzia Onmyō
Karasu-Tengu (烏天狗?)
Doppiato da: Omi Minami
Atsune Hirata (比良多 篤祢?, Hirata Atsune)
Doppiato da: Akira Ishida
Etou (江藤?)
Doppiato da: Kensuke Satō

#### Dodici Generali Divini
Gruppo di Onmyōji di prima classe, che si sono distinti nell'uso della magia e nel suo utilizzo. Lo status di Generale Divino viene dato a quegli Onmyōji che dimostrino di possedere grandi abilità rispetto ad un Onmyōji normale. Il termine "Dodici Generali Divini" venne originariamente creato anni a dietro dai mass media per indicare alcuni Onmyōji, all'epoca per l'appunto dodici, che avevano un talento e delle capacità visibilmente maggiori rispetto ad altri loro colleghi. Il termine, rimasto invariato negli anni, dunque non indica una categoria di sole dodici persone ma tutti quegli Onmyōji di grandi capacità a cui è stato assegnato il soprannome di Generale Divino.
Genji Kurahashi (倉橋 源司?, Kurahashi Genji)
Doppiato da: Jūrōta Kosugi
È a capo della famiglia Kurahashi e direttore dell'agenzia Onmyō; è figlio di Miyo Kurahashi e padre di Kyōko.
Daizen Amami (天海 大善?, Amami Daizen)
Doppiato da: Hiroya Ishimaru
Zenjirō Kogure (木暮 禅次朗?, Kogure Zenjirou)
Doppiato da: Shinya Takahashi
Reiji Kagami (鏡 伶路?, Kagami Reiji)
Doppiato da: Hiroyuki Yoshino
Iwao Miyachi (宮地 磐夫?, Miyachi Iwao)
Doppiato da: Unshō Ishizuka
Mari Yuge (弓削 麻里?, Yuge Mari)
Doppiata da: Marina Inoue
Tōgo Miyoshi (三善 十悟?, Miyoshi Tougo)
Doppiato da: Hiroshi Tsuchida

### Sindacato del Corno Gemello
Takiko Souma (相馬 多軌子?, Souma Takiko)
Doppiata da: Hisako Kanemoto
Shidō Dairenji (大連寺 至道?, Dairenji Shidou)
Doppiato da: Takahiro Sakurai
Chihiro Mutobe (六人部 千尋?, Mutobe Chihiro)
Doppiato da: Jun'ichi Suwabe
Yoshitaka Makihara (牧原 義隆?, Makihara Yoshitaka)
Doppiato da: Tsuguo Mogami

### Clan Tsuchimikado
Yakō Tsuchimikado (土御門 夜光?, Tsuchimikado Yakou)
Doppiato da: Ryōtarō Okiayu
Yasuzumi Tsuchimikado (土御門 泰純?, Tsuchimikado Yasuzumi)
Doppiato da: Shō Hayami
Takahiro Tsuchimikado (土御門 鷹寛?, Tsuchimikado Takahiro)
Doppiato da: Tomoyuki Shimura
Chizuru Tsuchimikado (土御門 千鶴?, Tsuchimikado Chizuru)
Doppiata da: Akeno Watanabe

### Famigli
Kon (コン?) / Hishamaru (飛車丸?)
Doppiata da: Aki Toyosaki (Kon) / Yūko Kaida (Hishamaru)
È il famiglio protettivo della famiglia Tsuchimikado, in particolare legata a Harutora. Ha le sembianze di una bambina-volpe bianca e brandisce Kachiwari, una wakizashi. È completamente devota al suo padrone e ostile verso le altre persone. Le sue abilità sono la levitazione, l'invisibilità e il cosiddetto "fuoco della volpe".
Hokuto (北斗?)
Doppiata da: Hisako Kanemoto
Famiglio creato da Natsume, ha l'aspetto di una ragazza. Viene creato per permettere a Natsume di essere partecipe nella vita di Harutora; infatti, stringe presto una profonda amicizia con lui e Tōji. Durante un festival estivo, chiede a Harutora di vincere un premio in una bancarella, di cui poi prende solo il nastro per legarsi i capelli; è questo, in seguito, a far sospettare il ragazzo che ci sia Natsume dietro il tutto. Dal momento che ha la stessa personalità e gli stessi comportamenti, Tōji invece capisce subito il coinvolgimento della ragazza. Hokuto viene uccisa da un demone corazzato evocato da Suzuka nell'intento di salvare la vita a Harutora, facendo perdere tutto il potere spirituale al suo talismano.
Hokuto (北斗?) (drago)
Tipico Drago asiatico, molto raro, è un famiglio della famiglia Tsuchimikado da generazioni ed utilizzato da Natsume. Non è perfettamente sotto il controllo della ragazza, ma esegue sempre i suoi ordini.
Kakugyouki (角行鬼?)
Doppiato da: Hiroki Yasumoto
Shaver (シェイバ?)
Doppiato da: Takuma Terashima

### Altri personaggi
Dōman Ashiya (蘆屋 道満?, Ashiya Douman)
Doppiato da: Nobuo Tobita
Akino Souma (相馬 秋乃?, Souma Akino)
Toshiya Dairenji (大連寺 利矢?, Dairenji Toshiya)
Doppiato da: Akiko Yajima

## Media

### Light novel
La serie di light novel è stata scritta da Kōhei Azano con le illustrazioni di Sumihei. Il primo volume è stato pubblicato dalla Fujimi Shobō, sotto l'etichetta Fujimi Fantasia Bunko, il 20 maggio 2010 ed entro il 20 settembre 2017 ne sono stati messi in vendita in tutto quindici. Il primo volume di una storia secondaria, intitolata "Tokyo Ravens EX", è stato pubblicato il 20 luglio 2013; al mese di agosto 2016 la serie spin-off conta quattro volumi.
| Nº | Titolo originale             | Data di prima pubblicazione              | Data di prima pubblicazione |
| Nº | Titolo originale             | Giapponese                               |                             |
| 1  | SHAMAN*CLAN                  | 20 maggio 2010 ISBN 978-4-04-071002-0    |                             |
| 2  | RAVEN's NEST                 | 18 settembre 2010 ISBN 978-4-04-071003-7 |                             |
| 3  | cHImAirA DanCE               | 18 dicembre 2010 ISBN 978-4-04-071005-1  |                             |
| 4  | GIRL RETURN & days in nest I | 20 maggio 2011 ISBN 978-4-04-071006-8    |                             |
| 5  | days in nest II & GIRL AGAIN | 20 luglio 2011 ISBN 978-4-04-071016-7    |                             |
| 6  | Black Shaman ASSAULT         | 20 ottobre 2011 ISBN 978-4-04-071017-4   |                             |
| 7  | _DARKNESS_EMERGE_            | 19 maggio 2012 ISBN 978-4-04-071021-1    |                             |
| 8  | over-cry                     | 20 ottobre 2012 ISBN 978-4-04-071022-8   |                             |
| 9  | to The DarkSky               | 19 marzo 2013 ISBN 978-4-04-071023-5     |                             |
| 10 | BEGINS/TEMPLE                | 19 ottobre 2013 ISBN 978-4-04-712911-5   |                             |
| 11 | change:unchange              | 19 aprile 2014 ISBN 978-4-04-070087-8    |                             |
| 12 | Junction of STARs            | 20 novembre 2014 ISBN 978-4-04-070139-4  |                             |
| 13 | COUNT>DOWN                   | 20 marzo 2015 ISBN 978-4-04-070524-8     |                             |
| 14 | EMPEROR.ADVENT               | 19 dicembre 2015 ISBN 978-4-04-070525-5  |                             |
| 15 | ShamaniC DawN                | 20 settembre 2017 ISBN 978-4-04-070526-2 |                             |

Tokyo Ravens EX
| Nº | Titolo originale | Data di prima pubblicazione              | Data di prima pubblicazione |
| Nº | Titolo originale | Giapponese                               |                             |
| 1  | party in nest    | 20 luglio 2013 ISBN 978-4-04-071024-2    |                             |
| 2  | seasons in nest  | 20 febbraio 2014 ISBN 978-4-0407-0030-4  |                             |
| 3  | memories in nest | 19 settembre 2015 ISBN 978-4-04-070523-1 |                             |
| 4  | twelve shamans   | 20 agosto 2016 ISBN 978-4-04-072057-9    |                             |

### Manga
L'adattamento manga di Atsushi Suzumi ha iniziato la serializzazione sulla rivista Shōnen Ace di Kadokawa Shoten il 26 aprile 2010. Il primo volume tankōbon è stato pubblicato il 22 dicembre 2010 ed entro il 26 marzo 2015 ne sono stati messi in vendita undici in tutto. Un manga incentrato su Kon, intitolato Tokyo Ravens: Tokyo Fox e disegnato da COMTA, è stato pubblicato sull'Age Premium di Fujimi Shobō nel 2011. Uno spin-off di Azumi Mochizuki, dal titolo Tokyo Ravens: Red and White, è stato serializzato sul Monthly Dragon Age della Kadokawa per poi terminare sul numero di novembre 2013. Un altro spin-off di Ran Kuze, Tokyo Ravens: Sword of Song, ha iniziato la serializzazione sul numero di novembre 2013 del Monthly Shōnen Rival della Kōdansha.
Un manga incentrato sui personaggi femminili della serie, dal titolo Tokyo Ravens -Girls Photograph-, ha iniziato la serializzazione sul numero di gennaio 2014 del Monthly Dragon Age della Kadokawa. Un altro manga, incentrato invece sui personaggi maschili ed intitolato Tokyo Ravens AnotherXHoliday, ha iniziato la serializzazione sul numero di febbraio 2014 della rivista shōjo Millefeui sempre della Kadokawa.

### Anime
La serie televisiva anime, prodotta dalla 8-Bit e diretta da Takaomi Kansaki, è andata in onda dall'8 ottobre 2013 al 25 marzo 2014. Le sigle d'apertura e chiusura sono rispettivamente X-encounter di Maon Kurosaki e Kimi ga emu yūgure (君が笑む夕暮れ?) di Yoshino Nanjō, per poi cambiare in Outgrow di Gero e Break a spell di Mami Kawada. In America del Nord i diritti di streaming sono stati acquistati dalla Funimation.

#### Episodi
| Nº | Titolo italiano (traduzione letterale) Giapponese 「Kanji」 - Rōmaji                                  | In onda          | In onda |
| Nº | Titolo italiano (traduzione letterale) Giapponese 「Kanji」 - Rōmaji                                  | Giapponese       |         |
| 1  | SHAMAN*CLAN -Promessa- 「SHAMAN*CLAN -約束-」 - Shāman Kuran Yakusoku                                 | 8 ottobre 2013   |         |
| 2  | SHAMAN*CLAN -Confessione- 「SHAMAN*CLAN -告白-」 - Shāman Kuran Kokuhaku                              | 15 ottobre 2013  |         |
| 3  | SHAMAN * CLAN -Resurrezione- 「SHAMAN*CLAN -魂呼(たまよばい)-」 - Shāman Kuran Tamayobai              | 22 ottobre 2013  |         |
| 4  | RAVEN's NEST -Scuola- 「RAVEN's NEST -学舎-」 - Reivunzu Nesuto Manabiya                              | 29 ottobre 2013  |         |
| 5  | RAVEN's NEST -Legami- 「RAVEN"s NEST -絆-」 - Reivunzu Nesuto Kizuna                                  | 5 novembre 2013  |         |
| 6  | days in nest -Vacanza- 「days in nest -休日-」 - deizu in nesuto Kyūjitsu                             | 12 novembre 2013 |         |
| 7  | cHImAirA DanCE -Divoratore di orchi- 「cHImAirA DanCE -鬼喰(おにくい)-」 - kimaira Dansu Onikui       | 19 novembre 2013 |         |
| 8  | cHImAirA DanCE -Mezzo-orco- 「cHImAirA DanCE -生成[なまなり]-」 - kimaira Dansu Namanari              | 26 novembre 2013 |         |
| 9  | cHImAirA DanCE -Purificazione- 「cHImAirA DanCE -修祓-」 - kimaira Dansu Shubatsu                     | 3 dicembre 2013  |         |
| 10 | GIRL RETURN -Prodigio- 「GIRL RETURN -神童-」 - Gāru Ritān Shindō                                     | 10 dicembre 2013 |         |
| 11 | GIRL RETURN -Tigre- 「GIRL RETURN -虎-」 - Gāru Ritān Tora                                            | 17 dicembre 2013 |         |
| 12 | GIRL RETURN -Amore- 「GIRL RETURN -恋心-」 - Gāru Ritān Koigokoro                                     | 24 dicembre 2013 |         |
| 13 | Black Shaman ASSAULT -Sacerdote- 「Black Shaman ASSAULT -法師-」 - Burakku Shāman Asaruto Hōshi       | 7 gennaio 2014   |         |
| 14 | Black Shaman ASSAULT -Confronto- 「Black Shaman ASSAULT -術比-」 - Burakku Shāman Asaruto Jutsukurabe | 14 gennaio 2014  |         |
| 15 | _DARKNESS_EMERGE_ -Incontro- 「_DARKNESS_EMERGE_ -邂逅-」 - Dākunesu Emāji Kaikō                      | 21 gennaio 2014  |         |
| 16 | _DARKNESS_EMERGE_ -Ventaglio divino- 「_DARKNESS_EMERGE_ -神扇-」 - Dākunesu Emāji Shinsen            | 28 gennaio 2014  |         |
| 17 | _DARKNESS_EMERGE_ -Shaver- 「_DARKNESS_EMERGE_ -髭切-」 - Dākunesu Emāji Higekiri                     | 4 febbraio 2014  |         |
| 18 | over-cry -Assalto- 「over-cry -強襲-」 - ōbākurai Kyoushū                                             | 11 febbraio 2014 |         |
| 19 | over-cry -Principessa- 「over-cry -姫-」 - ōbākurai Hime                                              | 18 febbraio 2014 |         |
| 20 | over-cry -Fuochi d'artificio- 「over-cry -花火-」 - ōbākurai Hanabi                                   | 25 febbraio 2014 |         |
| 21 | to The DarkSky -Notte oscura- 「to The DarkSky -闇夜-」 - tū Za Dākusukai Yamiyo                      | 4 marzo 2014     |         |
| 22 | to The DarkSky -Protettore- 「to The DarkSky -護法-」 - tū Za Dākusukai Gohō                          | 11 marzo 2014    |         |
| 23 | to The DarkSky -Onmyo- 「to The DarkSky -陰陽-」 - tū Za Dākusukai Onmyō                              | 18 marzo 2014    |         |
| 24 | to The DarkSky -Rinascita- 「to The DarkSky -魂呼(たまよばい)-」 - tū Za Dākusukai Tamayobai          | 25 marzo 2014    |         |